# Burg Gujō-Hachiman
Die Burg Gujō-Hachiman (japanisch 郡上八幡城, Gujō-Hachiman-jō) befindet sich in der Stadt Gujō, Präfektur Gifu. In der Edo-Zeit residierten dort zuletzt die Aoyama, die mit einem Einkommen von 48.000 Koku zu den kleineren Fudai-Daimyō gehörten.

## Burgherren in der Edo-Zeit
- Ab 1600 die Endō mit einem Einkommen von 27.000 Koku.
- Ab 1692 Inoue Masatō (井上 正任; 1630–1701) mit 50.000 Koku.
- Ab 1697 Kanamaori Kanamori mit 38.000 Koku.
- Ab 1758 die Aoyama mit 48.000 K0ku.

## Geschichte
Die Burg-Gujō-Hachiman wurde 1559 von Endō Morikazu (遠藤 盛数) erbaut, der aus einer Nebenlinie der Tō (東氏, Tō-shi) stammte, die ausgestorben waren. Sein Sohn Yoshitaka (慶隆) diente Toyotomi Hideyoshi, die  Burg kam an Inaba Sadamichi (稲葉 貞道), der die Anlage nach modernen Gesichtspunkten ausbaute. Während der Schlacht von Sekigahara bekriegte Yoshitaka den zeitweilig auf der West-Seite stehenden Inaba in der Burg. Nach der Schlacht erhielt er sie wieder zurück. Die drei folgenden Generationen der Endō vollendeten schließlich die Burg.
Die Burg wurde als Bergburg auf dem 345 m hohen Berg Hachiman erbaut. Ganz oben befand sich die innerste Burg, das Hommaru, mit einem Burgturm, dessen genaue Form nicht überliefert ist. An der Bergflanke befand sich der zweite Burgbezirk, das Ni-no-maru mit dem Wohnbezirk der Vasallen. Als 1758 Aoyama Toshimichi (青山 幸道; 1725–1779) die Burg übernahm, verlegte er die Residenz an den Fuß des Berges, womit die Bergburg ihre Bedeutung verlor.
Nach der Meiji-Restauration wurden die Gebäude des Hommaru abgetragen, die Steinwälle blieben jedoch erhalten. Auch vom Ni-no-maru blieb ein Teil der Steinwälle erhalten. 1933 wurde der Burgturm wieder errichtet, wobei der Turm der Burg Ōgaki als Vorbild diente. Auch das Tor und ein Eckturm wurden wieder hergestellt.